# Kara Milovy
Kara Milovy è la Bond girl del film 007 - Zona pericolo del 1987. Unica Bond girl della pellicola (evento raro nei film della saga), è interpretata dall'attrice inglese Maryam d'Abo.

## Caratteristiche
Kara Milovy è una violoncellista cecoslovacca spia del KGB: subito dopo esserci presentata, infatti, imbraccia un fucile di precisione e tenta di uccidere un uomo dalla galleria del teatro nel quale si stava esibendo. Ma chi segue le avventure di James Bond sa benissimo che mai una donna nemica di Bond riuscirà a resistere al fascino dell'agente segreto al servizio di sua Maestà e diventerà presto a tutti gli effetti una Bond girl.
Kara è l'amante del villain di turno Georgi Koskov, generale russo nemico di Bond. Bond scoprirà che ella si era in realtà finta cecchino proprio per simulare il tentativo di uccidere Koskov, al fine di camuffare la sua diserzione dal KGB. Koskov viene rapito, ma Bond con l'aiuto di Kara, lo ritroverà presto.